# Адагум
Адагум (рус. Адагум, адиг. АтIэкIумэ) река је на југу европског дела Руске Федерације. Протиче преко територије Кримског рејона на западу Краснодарске покрајине. Лева је притока реке Кубањ у коју се улива код станице Варениковскаја, и део басена Азовског мора. 
Настаје спајањем река Баканке и Неберџаја на око 3 km југозападно од града Кримска, на надморској висини од 45 метара. Дугачка је 66 km, док је површина сливног подручја 336 km². Просечан пад корита је 0,53 м/км тока. 
Њено корито је 1964. преграђено у централном делу тока и на тај начин је створено вештачко Варнавинско језеро чиме је умногоме регулисан ниво воде у реци. Део тока низводно од језера је уређен и каналисан и познат је и као Варнавински одводни канал. Карактерише је мешовити режим храњења са доминантним нивалним режимом, а највиши водостај је у пролеће након топљења снега у горњем делу тока. 
Без обзира на технички регулисан ток честе су поплаве у њеној долини, посебно након обилнијих падавина на северним подгоринама Кавказа. У ноћи 7. јула 2012. река се нагло излила из корита и на подручју око Кримска изазвала велику материјалну штету, уз губитак више од 160 људских живота. 